# Maximilian Grill
Maximilian Johannes Grill (* 20. September 1976 in München) ist ein deutscher Schauspieler.

## Leben
Maximilian Grill wurde bereits als 17-Jähriger aus einer Schultheater-Gruppe heraus für die Soap So ist das Leben! Die Wagenfelds gecastet. Von 1998 bis 2002 absolvierte er eine Schauspielausbildung an der Hochschule für Musik und Theater „Felix Mendelssohn Bartholdy“ Leipzig. Im Jahr 1998 erhielt er den Rising Movie Talent Award. Er ist ein Theater- und Filmschauspieler und war unter anderem in den Fernsehproduktionen Alle meine Töchter oder So ist das Leben! Die Wagenfelds und SOKO Köln zu sehen. Unter der Intendanz von Claudia Bauer war Grill Ensemblemitglied am Theaterhaus Jena. Von April 2010 bis Juni 2014 verkörperte er in der Sat.1-Serie Der letzte Bulle eine Hauptrolle, Andreas Kringge.
Maximilian Grill lebt in Berlin und ist Vater einer Tochter. Er hat zwei ältere Geschwister.

## Filmografie (Auswahl)
- 1996: So ist das Leben! Die Wagenfelds (Fernsehserie, 170 Folgen)
- 1997: Alle meine Töchter (Fernsehserie, 10 Folgen)
- 1999–2011: In aller Freundschaft (Fernsehserie, 3 Folgen)
- 2000: Swimmingpool, Regie: Boris v. Sychowski
- 2000: Die Rettungsflieger (Fernsehserie, Folge Zu weit gegangen)
- 2005: 48 Stunden (Musikvideo für Kettcar), Regie: Sebastian Jäger
- 2005: Ausgerechnet Weihnachten, Regie: Gabriela Zerhau
- 2005: Der Ordner, Regie: Felicia Zeller, Marion Pfaus
- 2005: Feuer und Flamme, Regie: Ulrich Zrenner
- 2005, 2018, 2025: SOKO Köln (Fernsehserie, Folgen Kalte Küche, Schlaflos durch die Nacht, Jackpot)
- 2006: SOKO Leipzig (Fernsehserie, Folge Grauzone)
- 2007: zweimal anders, Regie: Timo Hübsch
- 2007–2011: Schloss Einstein (Fernsehserie, 68 Folgen)
- 2009: Auch Lügen will gelernt sein, Regie: Michael Wenning
- 2009: Elf Onkel, Regie: Herbert Fritsch
- 2010–2014: Der letzte Bulle (Fernsehserie, 60 Folgen)
- 2010: Achtung Arzt!, Regie: Rolf Silber
- 2012: Blonder als die Polizei erlaubt, Regie: Sophie Allet-Coche
- 2013: Drei in einem Bett, Regie: Wilhelm Engelhardt
- 2013: Hubert und Staller (Fernsehserie, Folge Das Seeungeheuer)
- 2014: Charlottes Welt – Geht nicht, gibt’s nicht, Regie: Thomas Nennstiel
- 2014: Mein Lover, sein Vater und ich!, Regie: Holger Haase
- 2015–2017: Bettys Diagnose (Fernsehserie, 47 Folgen)
- 2015: Letzte Spur Berlin (Fernsehserie, Folge Sprachlos)
- 2015: Heiraten ist nichts für Feiglinge
- 2018: Der Bergdoktor (Fernsehserie, Folge Phantomschmerz)
- 2018–2020: Tonio & Julia (Fernsehreihe, als Tonio Niederegger)
  - 2018: Kneifen gilt nicht
  - 2018: Zwei sind noch kein Paar
  - 2019: Schuldgefühle
  - 2019: Wenn einer geht
  - 2019: Ein neues Leben
  - 2019: Schulden und Sühne
  - 2020: Nesthocker
  - 2020: Der perfekte Mann
  - 2020: Dem Himmel so nah
  - 2020: Mut zu leben
- 2019: Der letzte Bulle
- 2021: Zum Glück zurück
- 2021: Ein Fall für zwei (Fernsehserie, Folge Advokaten und Mörder)
- 2021: Hartwig Seeler – Ein neues Leben
- 2022: Die Chefin (Fernsehserie, Folge Höhenrausch)
- seit 2023: Dr. Nice (Fernsehserie, 9 Folgen)
- 2023: Gäste zum Essen
- 2024: Wo wir sind, ist oben (Miniserie)

## Theater (Auswahl)
- 2002–2004: Ensemblemitglied am Theaterhaus Jena
- 2004: Das Elend der Welt, Maxim Gorki Theater, Regie: A. Rößler
- 2004–2005: Johnnys Jihad, Kunstfest Weimar, Deutsches Nationaltheater Weimar, Regie: C. v. Treskow
- 2004–2005: Joschka Fischer: „Mein langer Lauf zu mir selbst“, Deutsches Theater Berlin/Hebbel-Theater, Regie: A. Rößler
- 2005/2006: Familienleben, Thalia in der Gaußstraße, Regie: Frank Abt
- 2005: Die Braut von Messina, Junge Hunde Festival Meiningen, Regie: Oliver Bierschenk
- 2006: Fernwärme, Staatstheater Stuttgart/Theaterhaus Jena/Sophiensaele Berlin, Regie: Leyla Claire Rabih
- 2006–2007: Mamma Medea, Deutsches Theater Berlin, Regie: André Rößler
- 2006–2007: Stadtnotizen II: Finkenwerder Herbstprinzen, Nachtasyl des Thalia Theaters, Regie: Frank Abt
- 2007: Angst verboten, Theater Bremen, Regie: Alice Buddeberg
- 2007–2008: Die fetten Jahre sind vorbei, Maxim Gorki Theater, Regie: Frank Abt
- 2008: Hamlet, Lokstoff Stuttgart, Regie: André Rößler
- 2008: Künstler, Theater Bremen, Regie: Christian Pade